# Спекотне літо в Кабулі
«Спекотне літо в Кабулі» (рос. «Жаркое лето в Кабуле») — радянсько-афганський фільм про Афганістан часів введення Обмеженого контингенту радянських військ. Знятий у 1983 році на кіностудії «Мосфільм» режисерами Алі Хамраєвим і Валі Латіфі.

## Сюжет
Ленінградський професор Федоров отримує запрошення читати лекції в кабульському університеті. Через Шереметьєво рейсом 531 він вилітає до Кабула. По дорозі в готель його дивують «жінки в чадрі». Той, хто зустрічає Мельников йому пояснює, що Афганістан це «мусульманська країна» і за місцевим літочисленням тут XIV століття (1360 рік хіджри). У перший же день він як медик вирушає до центрального госпіталю, де бере участь в операціях. Його дивує розподіл хворих на своїх і душманів («ворогів революції»), серед яких є діти, які не вміють читати, але вміють стріляти. Асистентка Федорова Гульча показує Кабул, звертаючи увагу на Палац Короля, ЦК НДПА, Радянський культурний центр і 1-й танк Квітневої революції на постаменті. Поступово доктор розуміє, що він на війні. Вбивства відбуваються прямо в госпіталі, медсестру Маріам вбивають на вулиці після роботи. Сам Федоров ледь не стає жертвою душманів, коли старий просить допомогти оглянути його пораненого сина на околиці міста. Потім професор Федоров вирішує «злітати в Кандагар», де його вертоліт підбивають душмани. Лише «вертушки з десантниками» розсіюють «банди ворогів революції». Фільм закінчується танцем революційних афганських солдатів навколо багаття.

## У ролях
- Олег Жаков —  професор Федоров
- Микола Олялін —  Мельников
- Гуля Ташбаєва —  Гульча
- Лейлі Хамраєва —  Маріам
- Матлюба Алімова —  Сухейль
- Мухаммад Насім —  басмачонок
- Леонард Бабаханов — Мухаммад
- Кадир Фарох — Масуд, начальник військового госпіталю
- Бахтійор Іхтіяров — Джамалі
- Бахрам Матчанов — Бахрам
- Фаріда Мумінова — Фаріда
- Максум Максумов — поранений
- Джан Мухаммед — старий
- Надія Семенцова — Маша, дружина Федорова
- Надія Шумилова — дочка Федорова
- Валентин Ушаков — епізод
- Фаїна Саєд-Шах — афганська дівчинка
- Володимир Ушаков — епізод
- Салам Сангі — епізод

## Знімальна група
- Режисер — Алі Хамраєв
- Сценарист — Вадим Трунін
- Оператор — Юрій Клименко
- Композитор — Едуард Артем'єв
- Художник — Шавкат Абдусаламов